# Silver Nemesis
Silver Nemesis (Nemesis argentée) est le troisième épisode de la 25e saison de la première série de Doctor Who. Coupée en trois parties, l'épisode fut diffusé durant le vingt-cinquième anniversaire de la série du 23 novembre au 7 décembre 1988.

## Accroche
La Terre fait face à une destruction imminente car Nemesis, une comète est sur le point de s'écraser dessus. Elle contient une statue faite de métal vivant qui possède le pouvoir de régner sur les êtres vivants. Quatre camps connaissent son pouvoir : le Docteur et Ace, un groupe de nazis venus d'Amérique du Sud, une noble du XVIIe siècle qui voyage dans le temps et les Cybermen.

## Distribution
- Sylvester McCoy — Le Docteur
- Sophie Aldred — Ace
- Anton Diffring — De Flores
- Metin Yenal — Karl
- Fiona Walker — Lady Peinforte
- Gerard Murphy (en) — Richard
- Leslie French — Le mathématicien
- Martyn Read — Garde de la sécurité
- Dolores Gray — Mrs Remington
- Chris Chering, Symond Lawes — Les Skinheads
- David Banks — Cyber Leader
- Mark Hardy — Cyber Lieutenant
- Brian Orrell — Cyberman
- Courtney Pine, Adrian Reid, Ernest Mothle, Frank Tontoh — Le Quartet de Jazz

## Résumé
Le Docteur et Ace se retrouvent dans l'Angleterre de 1988 où trois factions rivales s'affrontent afin de pouvoir contrôler une statue. On trouve un groupe de Cybermen, des néo-nazis et une noble du XVIIe siècle, Lady Peinforte, qui a voyagé dans le temps avec Richard, son garde personnel. La statue est en validium, un métal vivant et quiconque en prendra le contrôle pourra acquérir de grands pouvoirs. Celle-ci fut fondée par Rassilon comme une sorte d'ultime défense pour Gallifrey et envoyée en orbite par le Docteur en 1638 où elle repasse devant la Terre tous les 25 ans.
La statue finit par s'écraser en 1988 dans la région du Château de Windsor et ne peut s'activer que si on lui restitue son arc et une flèche. Tous deux avaient été initialement séparés en 1638 afin d'empêcher Lady Peinforte de s'emparer de son pouvoir. Tandis que les Cybermen et le néo-nazis font une alliance temporaire afin de retrouver l'arc (en possession du Docteur) le Docteur parvient à brouiller les transmission des Cybermen après avoir trafiqué le ghetto-blaster d'Ace. Il parvient grâce à cela, à s'apercevoir que de nombreux vaisseaux Cybermen se trouvent en orbite terrestre.
Le Docteur réussit à faire en sorte que les trois factions ne s'allient pas et les attend dans un gigantesque entrepôt avec la statue, inactive. Les Néo-nazis périssent brûlés par l'allumage d'une fusée et se font en partie tuer par les Cybermen. Lady Peinforte finit par rejoindre la statue et se fondre en elle. Le chef des Cybermen tente d'utiliser la statue, mais une fois lancée, celle-ci détruit sa flotte. Le Docteur révèle qu'il avait prévu cela depuis le début afin d'attirer les Cybermen dans son piège.
Tandis qu'ils ramènent Richard à son époque, Ace se demande "qui est vraiment le Docteur ?"

### Continuité
- Le Docteur dit avoir racheté à Ace un poste de radio afin de remplacer celui détruit par les Daleks dans « Remembrance of the Daleks. » Il est d'ailleurs fait mention rapidement des Daleks dans l'épisode et Ace fait remarquer que la méthode dont le Docteur s'est servi pour tuer les Cybermen est la même que celle qu'il a utilisé pour se débarrasser des Daleks.
- Lady Peinforte dit connaître le secret du Docteur et la planète Gallifrey est mentionnée plusieurs fois. La "première question" dont elle parle, et qui porte sur le vrai nom du Docteur, sera réutilisé dans les épisodes « Le Mariage de River Song » et « Le Nom du Docteur »
- Les Cybermen souhaitent faire de la Terre leur "nouvelle Mondas" en référence à leur planète d'origine, détruite dans lors des événements de l'épisode de 1966 « The Tenth Planet. »
- Certains éléments, comme le fait que Lady Peinforte puisse utiliser la magie seront justifiés la saison suivante dans « The Curse of Fenric. »
- On revoit la reine Elizabeth II dans « Une croisière autour de la Terre » et elle semble connaître le Docteur.

## Production

### Écriture
Au début de l'année 1987, Andrew Cartmel le script-editor (une tâche consistant à superviser la série) de Doctor Who avait fait savoir qu'ils recrutaient de nouveaux scénaristes pour la série. Il fut approché en mars par Kevin Clarke, un jeune auteur de théâtre qui avait écrit pour la radio. Celui-ci ne connaissait pas vraiment la série et ne rappela Cartmel que vers le mois de septembre, alors qu'il ne trouvait pas de travail ailleurs. Cartmel lui proposa alors de s'occuper d'un épisode en trois parties, entièrement tourné hors-studio et destiné à être diffusé pour le vingt-cinquième anniversaire de la série.
À cette époque, Cartmel souhaitait réintroduire du mystère dans la série et prit au sérieux une proposition de Clarke sur l'identité réelle du Docteur. Clarke voulait révéler qu'en réalité, le Docteur est en réalité une figure divine, si ce n'est Dieu vivant au milieu des hommes. L'idée déplut au producteur de la série John Nathan-Turner qui ne souhaitait pas de connotations religieuses dans la série. Clarke eut aussi l'idée de la météorite dont le passage a un effet négatif sur le cours de l'histoire humaine, la transformant en la statue Némésis, un terme emprunté à la déesse grecque de la vengeance. C'est Nathan-Turner qui insista pour que l'épisode inclue des méchants iconiques de la série. Les Daleks étant déjà pris par l'épisode « Remembrance of the Daleks », il fut décidé de faire revenir les Cybermen.
Le scénario de la première partie de l'épisode fut commissionné le 17 novembre 1987 sous le titre de “The Harbinger” ("le signe avant-coureur.") Clarke insère de nombreux éléments issus de ses goûts personnels, comme son intérêt pour le jazz et le XVIIe siècle. L'inclusion des nazis s'inspire de l'intérêt d'Adolf Hitler pour les sciences occultes. Le nom de Lady Peinforte venant du français "peine forte" et celui de De Flores du serviteur meurtrier de la tragédie de Thomas Middleton The Changeling.
Les parties deux et trois ont été commissionnées le 20 janvier 1988 et c'est au cours de cette époque que l'épisode se renomme "Nemesis." Quelques changements auront lieu, voyant la "makarianite" se renommer le "validium" ainsi que l'apparition du ghetto-blaster d'Ace, ce qui permettait de ne pas utiliser la console du TARDIS afin de ne pas avoir à tourner en studio.
Le titre "Silver Nemesis" fut finalement choisi en référence aux Cybermen ainsi qu'aux noce d'argent représentant 25 années de mariage.

### Casting
- La touriste américaine devait à l'origine être jouée par un homme, et Nathan-Turner espérait faire venir, Larry Hagman qui jouait J.R. dans la série Dallas. Celui-ci n'étant pas disponible, le rôle fut réécrit pour être celui de Miss Remington, jouée par Dolores Gray[1].
- À l'origine, le Docteur et Ace devaient croiser le prince Edward à Windsor, mais cela n'a pas pu avoir lieu. A la place, un sosie de la reine Élisabeth II fut engagé[2].
- Anton Diffring avouera avoir accepté le rôle de "De Flores" afin de pouvoir suivre le tournoi de Wimbledon, qui n'étaient pas retransmit en France à l'époque où il y habitait[1].
- Les touristes qui visitent le château de Windsor sont composés de membre de la production de Doctor Who. On y trouve ainsi Nicholas Courtney qui a joué le rôle du Brigadier Lethbridge-Stewart, les réalisateurs Andrew Morgan, Peter Moffatt et  Fiona Cumming, le scénariste Graeme Curry et l'assistante de production Kathleen Bidmead. Kevin Clarke joue aussi le rôle d'un passant[1].
- Le jazzman Courtney Pine fut engagé à faire un court passage dans l'épisode car Kevin Clarke était fan de sa musique. Pine, qui adorait Doctor Who, accepta[1].
- Fiona Walker est apparue en 1964 dans le rôle de Kala dans l'épisode « The Keys of Marinus. »
- Leslie French, qui joue le rôle du mathématicien a refusé de jouer le rôle du Docteur en 1963.

### Tournage
Les deux épisodes du milieu de la saison formant six parties, il fut décidé de les tourner dans le même bloc de tournage que l'on confia au réalisateur Chris Clough qui avait tourné les épisodes « Delta and the Bannermen » et « Dragonfire » lors de la saison précédente. Comme un an auparavant, un épisode serait tourné intégralement en dehors des studios tandis que l'autre serait tourné dans les studios de la BBC. Nathan-Turner avait espéré avoir une rallonge budgétaire pour cet épisode, estimant que la série fêtait son anniversaire, mais celle-ci fut refusée par le contrôleur de la BBC, Jonathan Powell.
À la suite de nombreux problèmes durant le tournage de « The Greatest Show in the Galaxy » ni Sylvester McCoy ni Sophie Aldred ne purent être disponible pour les répétitions de l'épisode et des scènes durent être abandonnées ou réécrites. Le tournage débuta par les scènes se situant sur le site d'atterrissage de Némésis et dans le hangar, les 22 et 24 juin 1988 à Greenwich. Le tournage se fit sur le lieu qui abrite dorénavant le dôme du Millénaire. À l'origine, le policier devait être attaqué par un Cybermat mais l'idée fut abandonnée.
Le tournage se poursuivit au château d'Arundel dans le Sussex de l'Ouest du 26 au 30 juin afin de tourner les scènes se situant autour du château de Windsor, la production n'ayant pas obtenu les autorisations nécessaires pour y tourner. Les scènes situées dans la voiture de Mrs Remington ainsi que quelques scènes de rues furent tournées à ce moment-là. Le 1er juillet, les scènes se situant à l'extérieur et à l'intérieur de la maison de Lady Peinforte furent tournées à St Mary's House à Bramber dans le Sussex de l'Ouest. Les scènes dans la résidence sud-américaine de De Flores furent filmées non loin, dans une maison privée nommée la Casa Del Mar à Goring-by-Sea. Enfin, la production se termina le 5 juillet au restaurant Black Jack's Mill à Harefield dans le Middlesex pour la scène située au concert de jazz ainsi que les abords de la rivière.

### Post-production
L'épisode étant trop long, de nombreuses scènes furent coupées : Toute une intrigue où Karl devait trahir De Flores pour se ranger du côté des Cybermen pour les tromper fut coupée, Ace devait aussi passer devant un portrait d'elle-même au XVIIIe siècle, laissant entrevoir un futur épisode situé à cette époque.

## Diffusion et réception
| Épisode                                                                                             | Date de diffusion | Durée | Téléspectateurs en millions |
| --------------------------------------------------------------------------------------------------- | ----------------- | ----- | --------------------------- |
| Épisode 1                                                                                           | 23 novembre 1988  | 24:31 | 6,1                         |
| Épisode 2                                                                                           | 30 novembre 1988  | 24:12 | 5,2                         |
| Épisode 3                                                                                           | 7 décembre 1988   | 24:36 | 5,2                         |
| L'épisode fit entre 6 et 5 millions de spectateurs en moyenne, un score assez moyen pour la série,. |                   |       |                             |

Selon que l'on compte les événements de "The Trial of a Time Lord" comme un épisode complet ou non, cet épisode peut-être considéré comme le 150e épisode de la série. Les parties 2 et 3 furent diffusées en avant-première en Nouvelle-Zélande le 25 novembre 1988.
De nombreux fans reprocheront cet épisode d'avoir une trame similaire à celle de « Remembrance of the Daleks. » Pour Andrew Cartmel, il s'agit d'une coïncidence.

### Critiques
En 1995, les auteurs du livre "Doctor Who : The Discontinuity Guide", jugent que l'épisode est un vrai bazar, et si certaines scènes passent, l'histoire manque de contenu et de personnalité. La résolution est presque identique à celle de Remembrance of the Daleks qui était l'avant dernière histoire avant celle-là." Les auteurs de Doctor Who : The Television Companion (1998) estiment que l'épisode est le maillon faible d'une bonne saison. Ils mettent en cause la surabondance de vilains, l'inutilité des nazis, la faiblesse des Cybermen, la réalisation bâclée, le montage illogique. Toutefois, ils trouvent que l'épisode avait une première partie intéressante.
En 2012, Mark Braxton de Radio Times note que l'histoire a une "effervescence très comic-strip" malgré ses nombreux problèmes de scénarios. Sur le site DVD Talk Ian Jane donne à  Silver Nemesis la note de trois sur cinq, le décrivant comme étant un "remake de Remembrance of the Daleks téléphoné." Toutefois, il trouve l'histoire agréable grâce à l'alchimie entre McCoy et Aldred ainsi que la rapidité de l'épisode. Le critique du magazine SFX Ian Berriman trouve que l'histoire était trop ambitieuse et critique les Cybermen. Toutefois, il trouve que l'épisode a toujours "un énorme concept... des moments cools, des jeux de mots divertissants et un personnage génial : Lady Peinforte." Alasdair Wilkins du site io9 écrit qu'il ne "s'agit pas d'un désastre total, mais c'est définitivement l'un des épisodes les moins créatifs des deux dernières saisons classiques de Doctor Who. Il trouve que l'histoire embarque trop d'éléments et ne fait pas grand chose avec les Cybermen.
Le site Den of Geek citera la réaction au jazz des Cybermen dans son top des "meilleures choses arrivant dans des épisodes de Doctor Who pas terrible."

## Novélisation
L'épisode fut romancé par Kevin Clarke lui-même sous le titre de "Silver Nemesis" et publié en novembre 1989. Illustré par une couverture d'Alister Pearson, il porte le numéro 143 de la collection Doctor Who des éditions Target Books. Ce roman n'a jamais été traduit à ce jour.

## Éditions commerciales
L'épisode n'a jamais été édité en France, mais a connu plusieurs éditions au Royaume-Uni et dans les pays anglophones.
- L'épisode est sorti en VHS en mai 1993 dans une version "étendue" contenant des scènes coupées lors de la diffusion originale ainsi qu'un documentaire américain intitulé "The Making of Doctor Who: Silver Nemesis" créée pour les vingt-cinq ans de la franchise.
- L'épisode fut édité  en DVD le 9 août 2010 dans un coffret "Cybermen" avec l'épisode « Revenge of the Cybermen. » Elle contient les commentaires audios de Sylvester McCoy, Sophie Aldred Chris Clough et Andrew Cartmel, deux documentaires sur la création de cet épisode, la totalité des scènes coupées, et d'autres bonus. Pour des raisons de droits le documentaire inclut dans l'édition VHS ne figure pas dans la version DVD.